# Ankum (Allemagne)
Pour les articles homonymes, voir Ankum.
Ankum est une commune allemande de l'arrondissement d'Osnabrück, Land de Basse-Saxe.

## Géographie
Ankum se situe dans hauteurs du même nom, au sein du parc naturel TERRA.vita.
| Kettenkamp  | Nortrup  |             |
| Eggermühlen | Ankum    | Bersenbrück |
| Merzen      | Bramsche | Alfhausen   |

Ankum se trouve sur la Bundesstraße 214.

## Histoire
Ankum est mentionné pour la première fois en 977 sous le nom d'Ainghem.

## Personnalités liées à la commune
- Wilhelmus Crone (1729-1784), abbé de Marienfeld
- Hermann Gottlieb Friedrich Hartmann (1826-1901), médecin et écrivain
- Heinrich Rattermann (1832-1932), écrivain
- Wilhelm Frerker (1859-1945), homme politique
- August Benninghaus (1880-1942), jésuite martyr
- Lambert Huys (1908-1992), homme politique
- Theodor Kettmann (né en 1938), évêque auxiliaire d'Osnabrück
- Reinhold Coenen (1941-2011), homme politique
- Georg Preuße (né en 1950), acteur
- Klaus Ottens (né en 1966), joueur de football

## Source, notes et références
- (de) Cet article est partiellement ou en totalité issu de l’article de Wikipédia en allemand intitulé « Ankum » (voir la liste des auteurs).